# حوزه انتخابیه اهر و هریس
حوزهٔ انتخابیه اهر و هریس از حوزهٔ انتخاباتی استان آذربایجان شرقی است که به مرکزیت اهر می‌باشد.